# Svamp (redskab)
 For alternative betydninger, se Svamp (flertydig). (Se også artikler, som begynder med Svamp)
En svamp (eller skuresvamp, grydesvamp) er et redskab til rengøring, der oftest er sammensat af en blød og en hård plasticsvamp (se billede). Svampens hårde side er f.eks. velegnet til at rengøre (skure) gryder med fastbrændte madrester. Den bløde side kan holde på relativt meget vand med opvaskemiddel og kan f.eks. bruges til opvask af let beskidt bestik og tallerkner eller til rengøring af større flader (borde, komfur etc.).
Som svamp, særligt til personlig hygiejne (badesvamp), kan benyttes "skelettet" af et havdyr fra dyrerækken havsvampe, deraf navnet.
En såkaldt luffasvamp er derimod fremstillet af frugten fra en plante af slægten Luffa.